# Gołcewo
Gołcewo (dodatkowa nazwa w j. kaszub. Gôłcewò) – część wsi Gołczewo w Polsce, położona w województwie pomorskim, w powiecie bytowskim, w gminie Parchowo. 
W latach 1975–1998 Gołcewo administracyjnie należało do województwa słupskiego.